# 6ixense
6ixense (pronunciato "sixth sense") è l'album in studio di debutto del gruppo musicale sudcoreano AB6IX. Pubblicato il 7 ottobre 2019 da Brand New Music, contiene undici tracce, tra cui il singolo "Blind for Love".
L'album ha debuttato al numero due nella classifica degli album sudcoreani di Circle Chart, e al numero 25 nella classifica giapponese di Oricon Chart. 6ixsense è l'ultima pubblicazione con Youngmin, il quale ha abbandonato il gruppo l'8 giugno 2020.

## Tracce
1. Be There (기대) – 3:22 (testo: Lim Young-min, Park Woo-jin, Taewan, Boombastic, Rhymer – musica: Boombastic, Taewan)
2. Blind for Love – 3:36 (testo: Lee Dae-hwi, Lim Young-min, Park Woo-jin – musica: Lee Dae-hwi, Xepy, SFRM, sanz`o`wave, nomad, Rhymer)
3. Dandelion (민들레꽃) – 3:08 (testo: Lee Dae-hwi, Lim Young-min, Park Woo-jin – musica: Lee Dae-hwi, Boombastic)
4. Sunset – 3:21 (testo: Lee Dae-hwi, Lim Young-min, Park Woo-jin – musica: Lee Dae-hwi, Boombastic)
5. _And Me – 3:14 (testo: Kim Dong-hyun, Lim Young-min, Park Woo-jin, OUOW – musica: Kim Dong-hyun, OUOW)
6. Love Air – 3:32 (testo: Lee Dae-hwi, Lim Young-min, Park Woo-jin – musica: Lee Dae-hwi, nomad)
7. Pretty (이쁨이 지나치면 죄야 죄) – 3:31 (testo: Kim Dong-hyun, Lim Young-min, Park Woo-jin, OUOW – musica: Kim Dong-hyun, OUOW)
8. Shadow – 3:12 (testo: Lim Young-min, Park Woo-jin – musica: Lim Young-min, nomad)
9. Deep Inside – 4:18 (testo: Kim Dong-hyun, Lim Young-min, Park Woo-jin – musica: Kim Dong-hyun, OUOW)
10. D.R.E.A.M. – 3:24 (testo: Park Woo-jin, Lim Young-min, FR:EDEN – musica: Lish, FR:EDEN)
11. Nothing Without You – 3:39 (testo: Lee Dae-hwi – musica: Lee Dae-hwi, Boombastic)

Durata totale: 38:17

## Classifiche
| Classifica (2020)    | Posizione massima |
| -------------------- | ----------------- |
| Corea del Sud (Gaon) | 2                 |
| Giappone (Oricon)    | 25                |